# Barambio
Barambio (en euskera y oficialmente Baranbio) es un concejo del municipio de Amurrio, en la provincia de Álava, España.

## Geografía física

### Ubicación
Está situado en el límite con Vizcaya entre las montañas de Asegi, Goriabe, Itegieta y Lakide, a orillas del río Altube. Dista de Vitoria 33 km y 10 de Amurrio.
| Noroeste: Larrimbe | Norte: Orozco | Nordeste: Monte Gorbea |
| Oeste: Lezama      |               | Este: Ubide            |
| Suroeste: Ciorraga | Sur: Altube   | Sureste: Murguía       |

## Historia
A mediados del siglo XIX, el lugar, que por entonces formaba parte del ayuntamiento de Lezama, contaba con una población de 500 habitantes. La localidad aparece descrita en el tercer volumen del Diccionario geográfico-estadístico-histórico de España y sus posesiones de Ultramar de Pascual Madoz de la siguiente manera:

BARAMBIO: l. en la prov. de Alava (6 leg. á Vitoria) dióc. de Calahorra (24), part. jud. de Orduña (6), y ayunt. de Lezama (1): sit. en una encañada sobre el camino real que se dirige á Bilbao por el monte Altube, y como á 1 leg. de la bajada del puerto, disfruta de buena ventilacion y clima sano: comprende los barrios de Agua-apestada, Aranguren, Aseanchu, Cantera, Ciorraga, Cozcorra, Eche-barri, Jaureguia, Olarieta, Rotabarria, Tontorra, Ure-usandicoalde, y los cas. de Aguerreco, Aspe, Estrada, Ysasi, Landazrabal, Lazcano, Lecubarri, Pagazondo y Pozueta, que reunen 94 casas, sin otro edificio notable que el denominado las minas de alcohol: hay 1 escuela dotada con 2,200 rs., y concurren á ella 67 niños y 26 niñas. La igl. parr. (Sta. Maria ó Asuncion de Ntra. Sra.) está servida por 3 beneficiados patrimoniales con titulo perpetuo, uno de los cuales ejerce la cura de almas por autorizacion del prelado; hay 2 ermitas, la de San Antonio Abad que se encuentra en el centro de la pobl., si bien á 1/4 de leg. de la igl, y la otra con advocacion de Ntra. Sra. de la Piedad de Garrastachu á igual dist. y en una altura al O. Su térm confina por N. con el valle de Orozco á 1 leg., por E. con los montes del valle de Zuya á 3/4, por S. con este mismo valle y el de Astoviza á 1/4, y por O. con Lezama y Amurrio á 1 leg. El terreno es quebrado y estéril, tiene muchos montes poblados y pelados, abunda en fuentes y entre ellas minerales sulfurosas de mal olor y sabor, sin que se las haya utilizado contra enfermedad alguna: pasa por medio de la pobl. el r. Altube; caminos: el ya citado que dirige desde Vitoria por Altube á Vizcaya se halla en buen estado, y el trasversal que conduce á Orduña es muy pantanoso: el correo se recibe de las cap. de Vitoria y Bilbao por el postillon que pasa de aquella para esta; el de Vitoria llega de 5 á 6 de la tarde y el de Bilbao á las 4 de la mañana y sale al poco rato de haber dejado la correspondencia; prod.: trigo, maiz, centeno, avena, lino, legumbres, manzanas, peras, ciruelas, cerezas, castañas y nueces; cria ganado vacuno, lanar, cabrio y caballar; hay caza de perdices, liebres, corzos y jabalies, se pescan anguilas, barbos y otros peces; ind.: la agricola, 5 molinos harineros y 1 fáb. de hierro en estado decadenet; pobl.: 90 vec., 500 alm.; contr. (V. Alava intendencia.)
(Madoz, 1846, p. 375)

## Demografía
| Gráfica de evolución demográfica de Barambio entre 2000 y 2019 |
|                                                                |
| Población de derecho según los censos de población del INE.    |

## Cultura

### Patrimonio material
- Iglesia Parroquial de la Asunción de Nuestra Señora.[4]
- Puente Zubiete sobre el río Altube.[5]
- Fuente Las Escuelas, Rotabarri.[6]
- Frontón.[7]

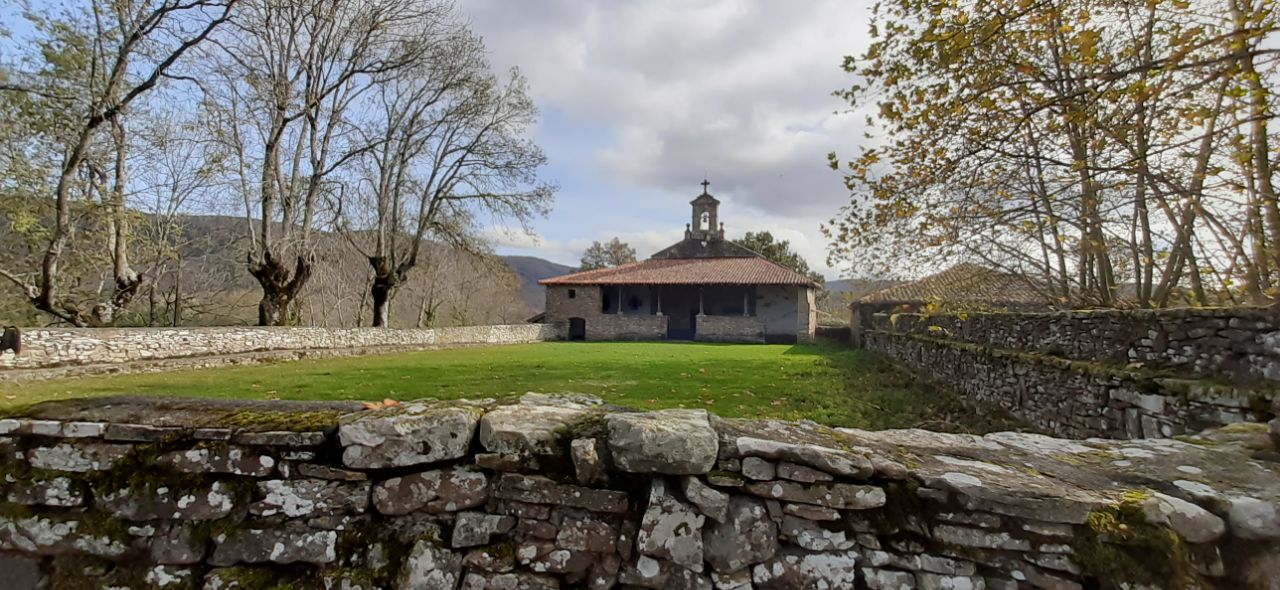
Ermita y plaza de toros cuadrada

- Ermita y plaza de toros cuadradaErmita Santuario Ntra. Sra. de la Piedad de Garrastatxu: lugar de gran devoción popular en la comarca, siendo muy visitado por la vecindad de Baranbio y pueblos colindantes. La fiesta principal se celebra el 8 de septiembre.[8]Anexa a la ermita, está la plaza de toros. Es cuadrada y aseguran que es la más antigua de Euskadi.[9]
- Antiguo vivero de Arlamendi: con una superficie de unos 5.000 metros cuadrados, una longitud de pared de 300 metros y un muro de piedra seca con una altura de 2 metros. Se restauró en el año 2021 por 20 personas voluntarias.[10][11]

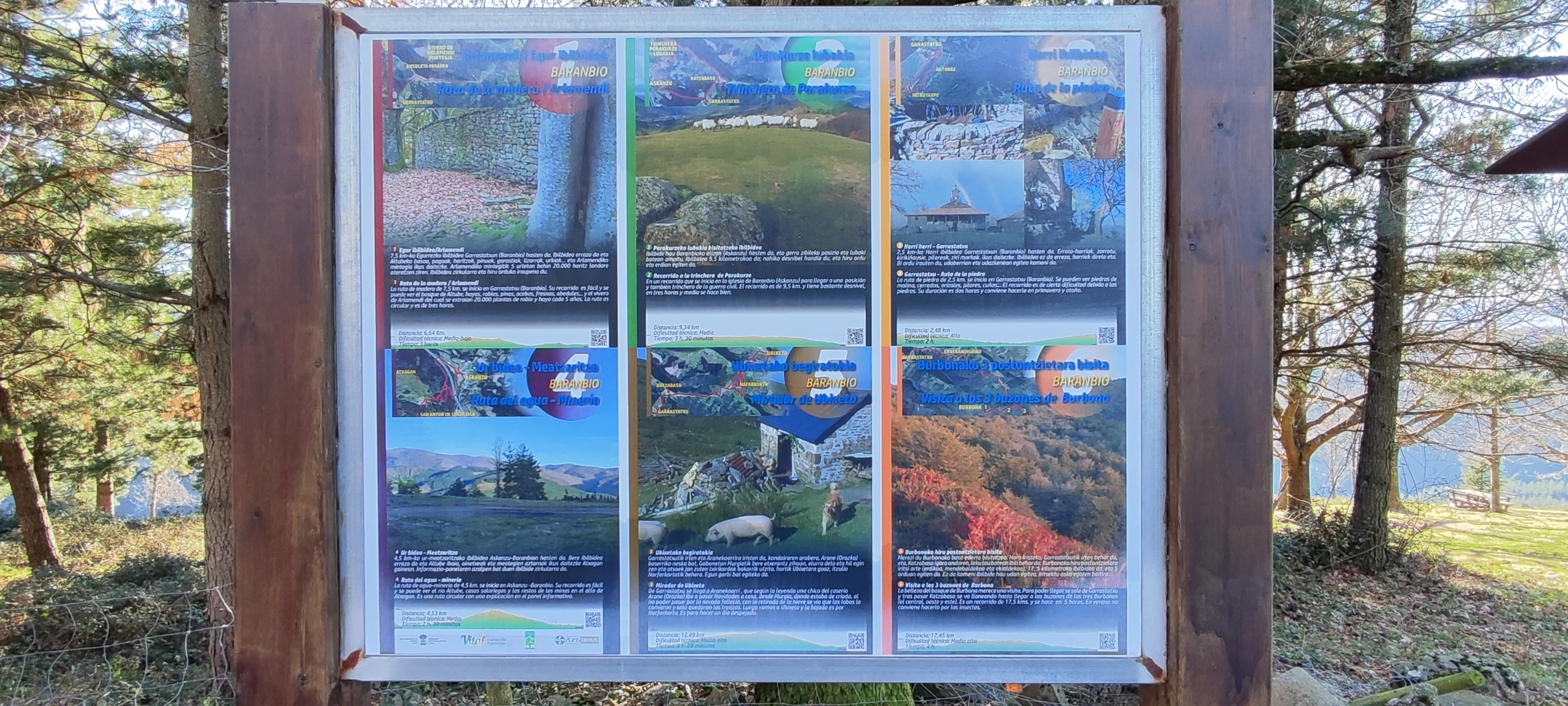
Panel informativo con las rutas por Barambio

La asociación etnográfica AZTARNA de Amurrio ha realizado tres rutas para conocer el patrimonio local: ruta de la piedra, ruta del agua y la minería, y ruta de la madera.

### Patrimonio inmaterial

#### Fiestas
Desde 1996, el 14 de junio se celebra en esta localidad el "Ahuntz Eguna" o "Día de la cabra" con una feria dedicada a dicho animal. En dicha feria suele hacerse un concurso de razas azpizuri y azpigorri del monte Gorbea y se realiza una marcha montañera por los montes del entorno de la ermita de Garrastatxu.
El 14 de enero celebran la fiesta de San Antón en la ermita de dicho santo en el barrio de Baranbio Arriba o Baranbio Goi. Esta fiesta tiene como principal protagonista al llamado cerdo de San Antón. Apelativo con el que se denominaba también un cerdo doméstico que era alimentado entre todo el pueblo. En la ermita del santo en Baranbio hay una imagen policromada de un cerdo pinto con campanilla al cuello.

#### Euskera
La Asociación Belaiki promueve el uso de la lengua vasca entre las personas de Amurrio y Baranbio.